# Doliocarpus sellowianus
Doliocarpus sellowianus är en tvåhjärtbladig växtart som beskrevs av August Wilhelm Eichler. Doliocarpus sellowianus ingår i släktet Doliocarpus och familjen Dilleniaceae. Inga underarter finns listade i Catalogue of Life.